# Стільське Горбогір'я (регіональний ландшафтний парк)
Сті́льське Горбогі́р'я — регіональний ландшафтний парк в Україні. Об'єкт природно-заповідного фонду Львівської області. 
Розташований на території Львівського та Стрийського районів Львівської області, неподалік від міста Миколаїв. Межує з культовим історико-культурним комплексом Стільське Городище. 
Площа регіонального ландшафтного парку становить 9161,8 га. Землекористувачем теренів парку є ряд державних лісових підприємств, сільських рад. Перебуває у постійному користуванні: ДП «Львівське лісове господарство» — 6137,0, ДП «Стрийське лісове господарство» — 1876,6, Миколаївське ДЛГП ОКС ЛГП «Галсільліс» — 563,5, Пустомитівське ДЛГП ОКС ЛГП «Галсільліс» — 255,0, Стільська с/р — 95,4, Бродківська с/р — 6,0, Дроговизька с/р — 228,18.

## Створення парку
Створення регіонального ландшафтного парку «Стільське Горбогір'я» було передбачене Регіональною програмою розвитку заповідної справи у Львівській області до 2020 року (від 02.12.2008 року). Відповідно до рішення Львівської обласної ради від 1 квітня 2014 року № 1043, регіональний ландшафтний парк було створено. 
Керуючою організацією відповідно до Ст. 12 Закону України «Про природно-заповідний фонд України» є спеціальна адміністрація, яка затверджується і підпорядковується департаменту екології та природних ресурсів Львівської обласної державної адміністрації. 2020 року рішенням обласної ради було створено комунальний заклад Львівської обласної ради «Спеціальна адміністрація регіонального ландшафтного парку «Стільське Горбогір'я».
Ландшафтний природний парк «Стільське Горбогір'я» створено на базі комплексної пам'ятки природи «Стільська» з метою охорони і збереження частини одного з найбільших у Східній Європі городища VIII-ХІІ ст, а саме історичної пам'ятки Камінь Диравець та навколишнього природного комплексу. Городище було центром племінного союзу білих хорватів, займаючи площу понад 250 га. У ІХ ст. площа городища перевищувала розміри тодішнього Києва на 9,8 га.

## Загальні відомості
У Миколаївському районі парк розташований у кварталах 2-4, 9-63, 72-78 Красівського лісництва Державного підприємства «Львівське лісове господарство» (3 419,0 га), кварталах 1-29, 83-85 Роздільського лісництва Державного підприємства «Стрийське лісове господарство» (1 853,0 га), 1-5 (виділи 11, 12, 16, 17), 6, 8, 10-13, 24, 28, Миколаївського дочірнього лісогосподарського підприємства ОКС ЛГП «Галсільліс» (563,5 га), у межах Стільської, Бродківської і Дроговизької сільських рад (села Стільсько, Дуброва, Ілів, Тростянець, Устя); у Пустомитівському районі в кварталах 73-77 Винниківського лісництва, кварталах 1-3, 14-58, 60-65 Товщівського лісництва, кварталах 1, 5-8 Красівського лісництва, кварталах 38-56 Липниківського лісництва Державного підприємства «Львівське лісове господарство» (2 685,0 га), кварталах 13, 16, 17 (виділи 26-57), 18 (виділи 3-5, 13-26), 20, 27 Пустомитівського дочірнього лісогосподарського підприємства ОКС ЛГП «Галсільліс» (255,0 га); у Перемишлянському районі в кварталі 59 Томашівського лісництва Державного підприємства «Львівське лісове господарство» (33,0 га).

## Опис
Ландшафтний парк розташований на теренах Бібрсько-Стільської височини та належить до району Бібрсько-Перемишлянського Опілля, що є частиною Подільської височини та Верхньодністровської улоговини (частина Передкарпатської височини). Навколишній природній комплекс що складається з природного буково-грабового лісу на межі східного ареалу його поширення. Трапляються ділянки хвойних насаджень. У лісах на пагорбах переважають ясно-сірі та сірі лісові ґрунти. 

### Географічні характеристики
Рельєф «Стільське Горбогір'я» має характерну горбисто-пасмову поверхню з глибокими каньйоноподібними долинами. Глибина врізу долин сягає до 130–200 м. В основі рельєфу лежать мергелі, крейди, вапняки, пісковики та інші породи. На схилах «Стільське Горбогір'я» присутні значні виходи м'якої скельної породи, у яких було створено печерне поселення Стільська. Біля села Ілів розташовані пам'ятка природи «Скеля з трьома печерами», де серед природного букового лісу скеля з печерами становила частину городища Ілів, та заповідні ділянки природного букового лісу в урочищі «Роздільське», пам'ятці природи «Стільська». У долині протікає річка Колодниця, на руслі якої збереглися залишки давніх шлюзів, що робило її судноплавною від Дністра до городища Стільсько.
До складу регіонального ландшафтного парку «Стільське Горбогір'я», без вилучення ділянок у власників і користувачів у межах Дороговизької сільської ради Миколаївського району Львівської області ввійшли ділянки розташовані у заплаві та на низьких терасах річки Дністер та його приток: Зубри, Щирки, Колодниці (Нежухівки). Це урочища «Видний Берег», «Пастівник», «Великий Джибусів», «Малий Джибусів» та інші. Вона являють собою сінокісні (подекуди пасовищні) гігрофіти, рідше — мезофільні луки, низинні торфові болота, також стариці згаданих річок. Береги окремих ділянок стариць порослі старими деревами (переважно вербовими) та чагарниками. Ценози історично сформовані внаслідок багатовікової взаємодії природи і людської діяльності (сінокосіння, випас, осушувальна меліорація). Наявні також і ділянки штучно випрямлених русел річок, меліоративних каналів, захисних дамб.

### Рослинність
Природна рослинність території Регіонального ландшафтного парку «Стільське Горбогір'я» представлена переважно широколистими, рідше мішаними лісами з буковими, грабово-буковими, сосново-буковими, дубовими деревостанами. На лісовий фонд припадає 97% від загальної площі регіонального ландшафтного парку. Порівняно з лісовою рослинністю значно менші площі припадають на луки.
За результатами попередніх польових обстежень гербарними  та літературними даними на території РЛП «Стільське Горбогір'я» приурочені 44 види судинних рослин, які включені до третього видання Червоної книги України 2009 року.

### Тварини
Тваринний світ парку представлений багатьма видами, зокрема серед ссавців відзначені куниця кам'яна, ласка, горностай, борсук, видра річкова, кабан звичайний, олень благородний, куниця європейська, лисиця, бобер європейський, заєць сірий. Загалом тут можна побачити представників усіх класів хребетних, серед яких налічується 117 видів птахів (жорна чорна, соловейко західний, журавель сірий, лелека чорний, лелека білий. Спостерігається значне домінування гніздових птахів. До охоронного списку включено безліч видів безхребетних (жуки, комахи, ногохвістки, бабки, твердокрилі). 
Територія важлива для видів авіафауни, занесених до Червоної книги України — чорного лелеки Ciconia nigra, лучного луня Circus pygargus, малого підорлика Aquila pomarina, сови болотяної Asio flammeus — кормові території, місця ймовірного гнідування. Для занесеного до червоної книги України сорокопуда сірого Lanius excubitor — місце зимівлі. Для трьох регіонально рідкісних видів — місце гніздування (бугай Botaurus stellaris, бугайчик Ixobrychus minutus, грицик великий Limosa limosa).

## Галерея

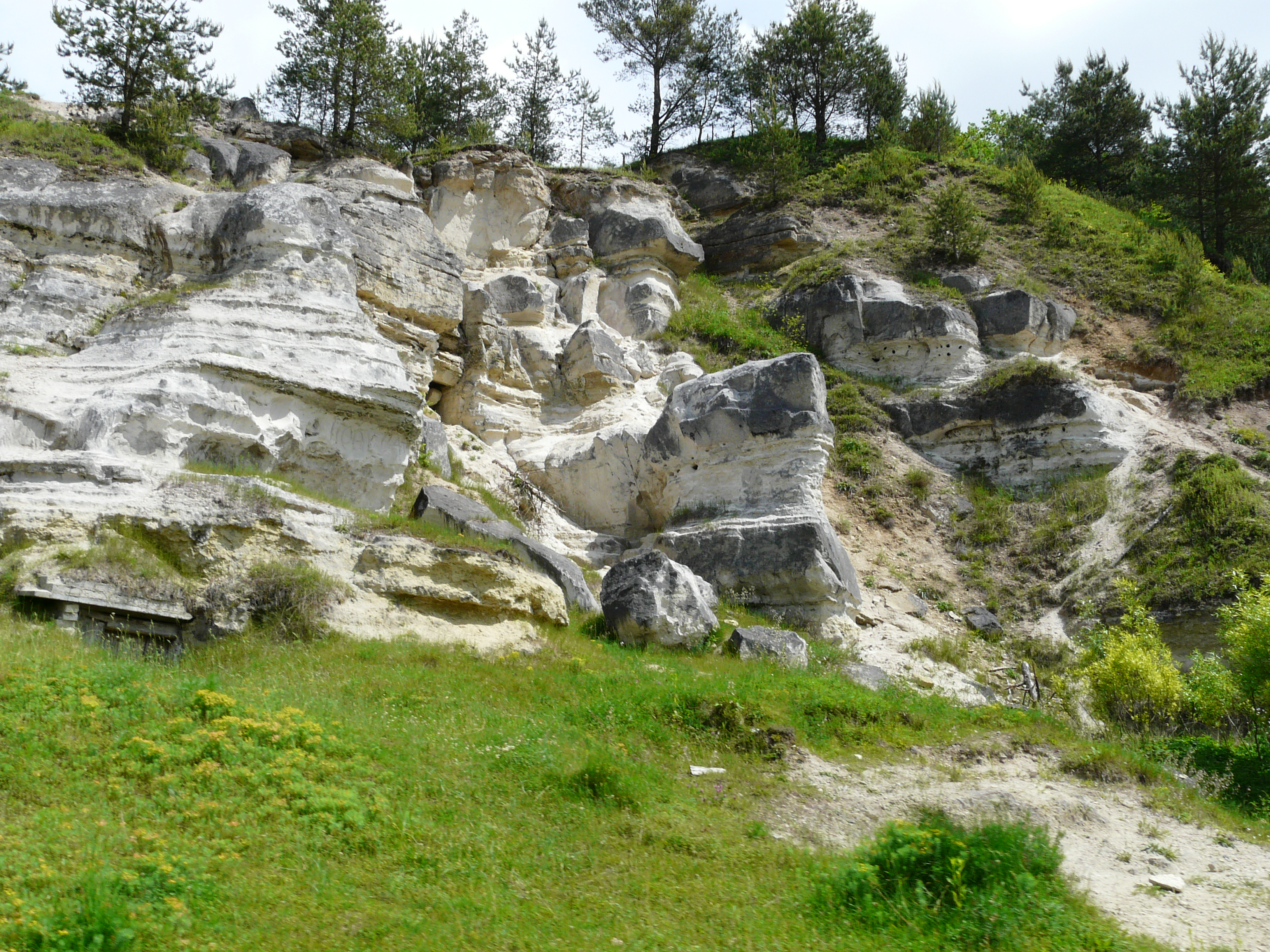
Скельні виходи біля села Дуброва
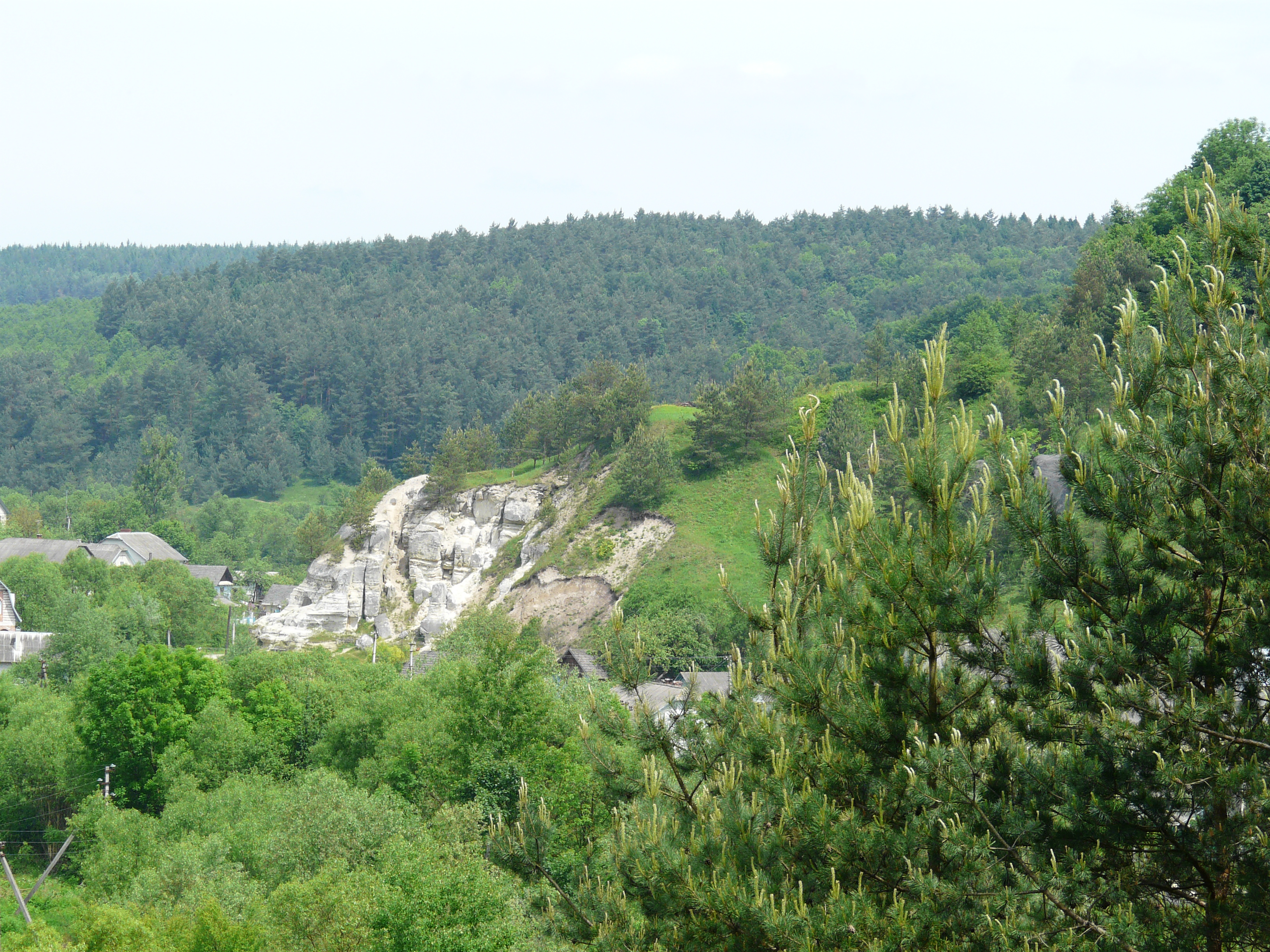
Рельєф місцевості біля села Дуброва
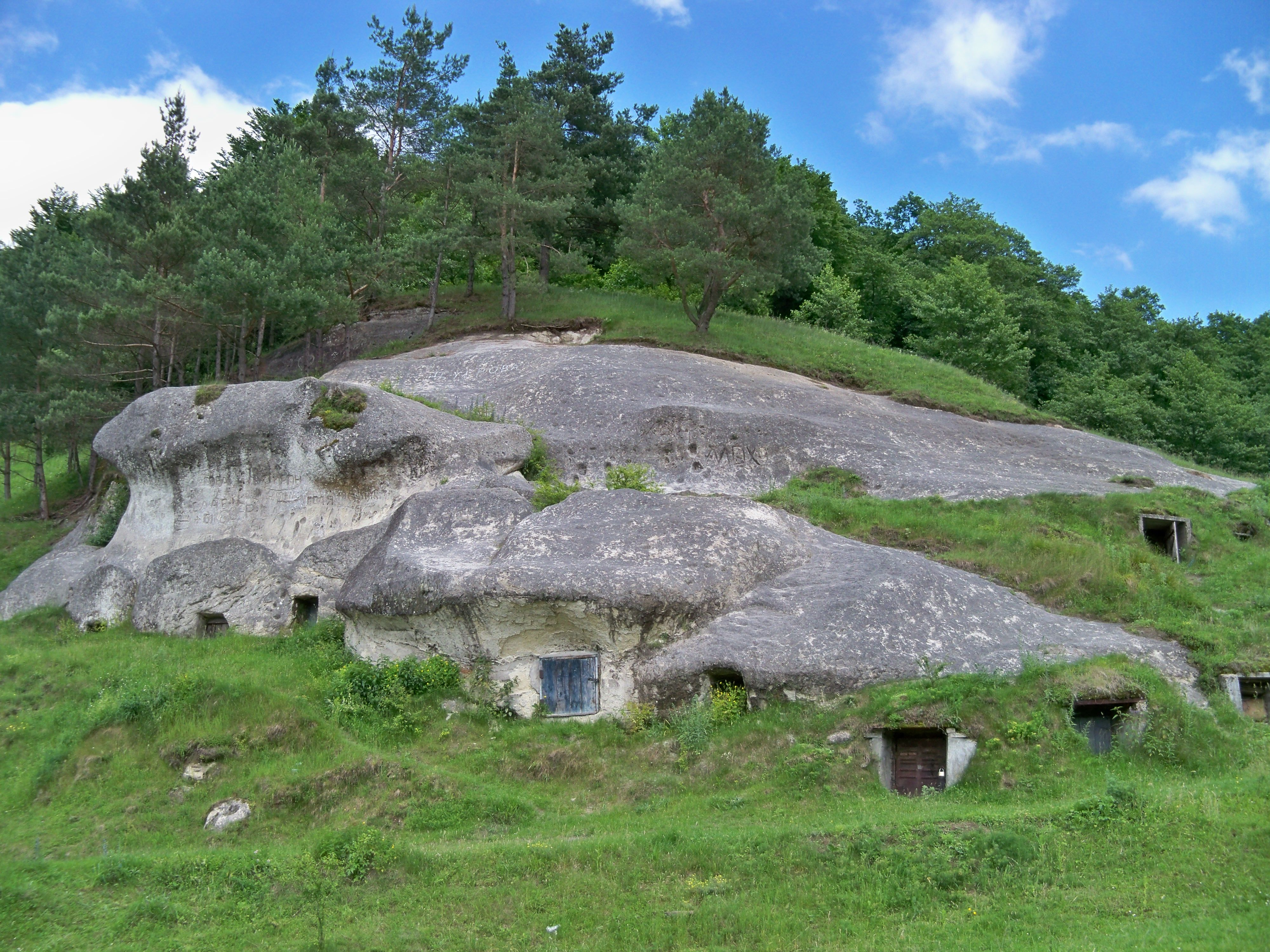
Історико-культурний комплекс поблизу Каменя Дірявця
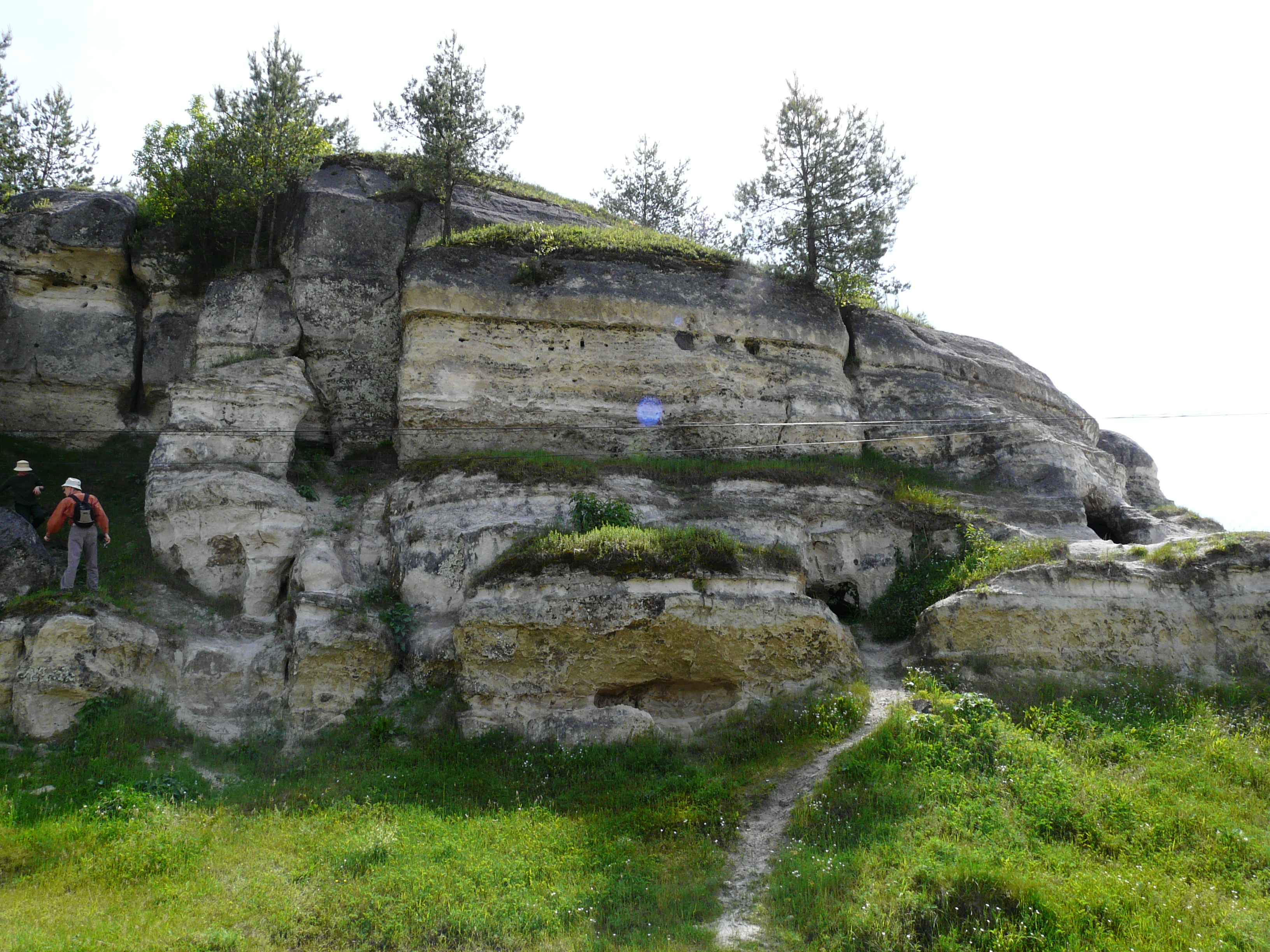
Скеля біля села Дуброва
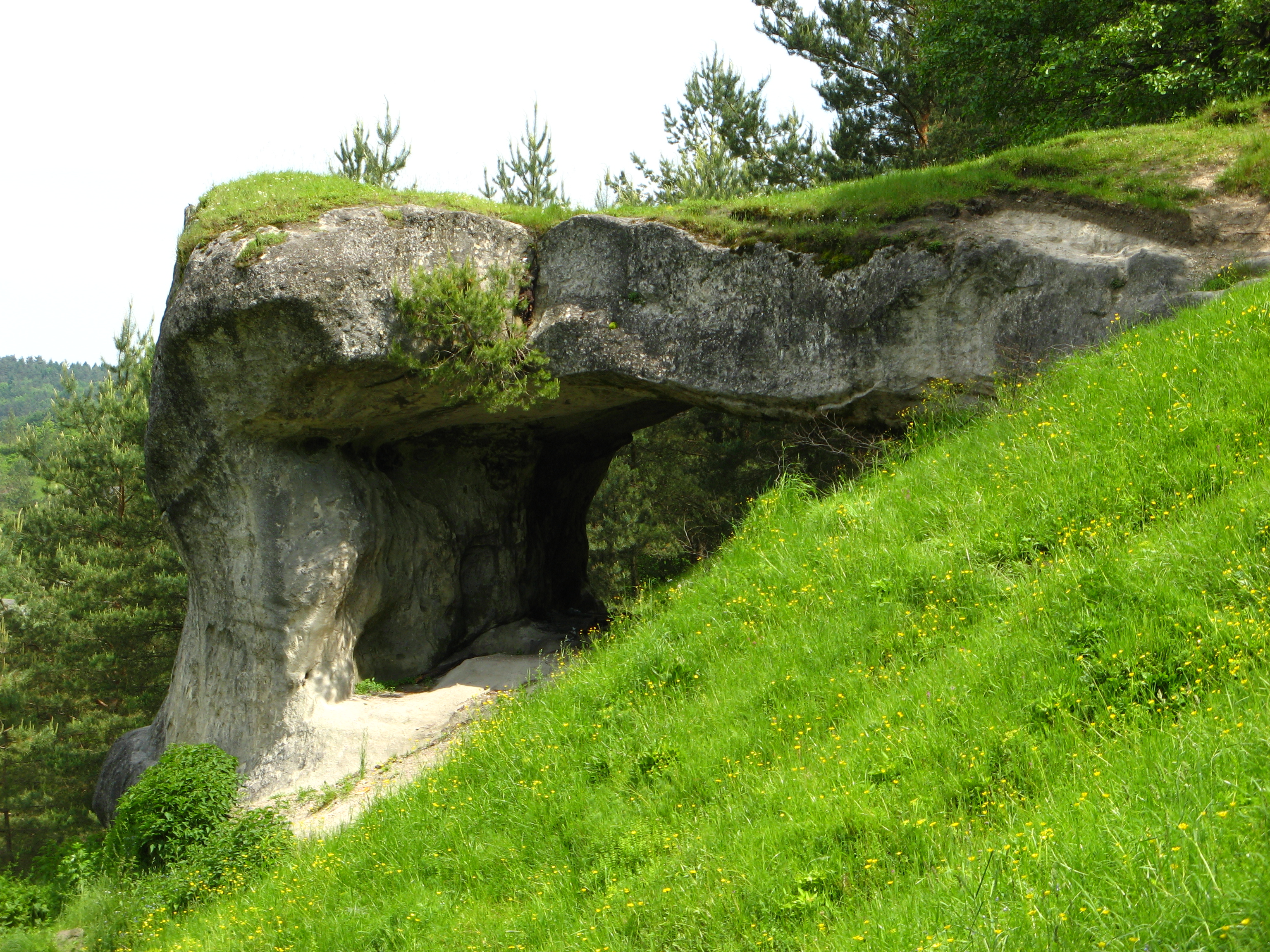
Вихід скельної породи з печерою на схилі гори, Камінь Диравець
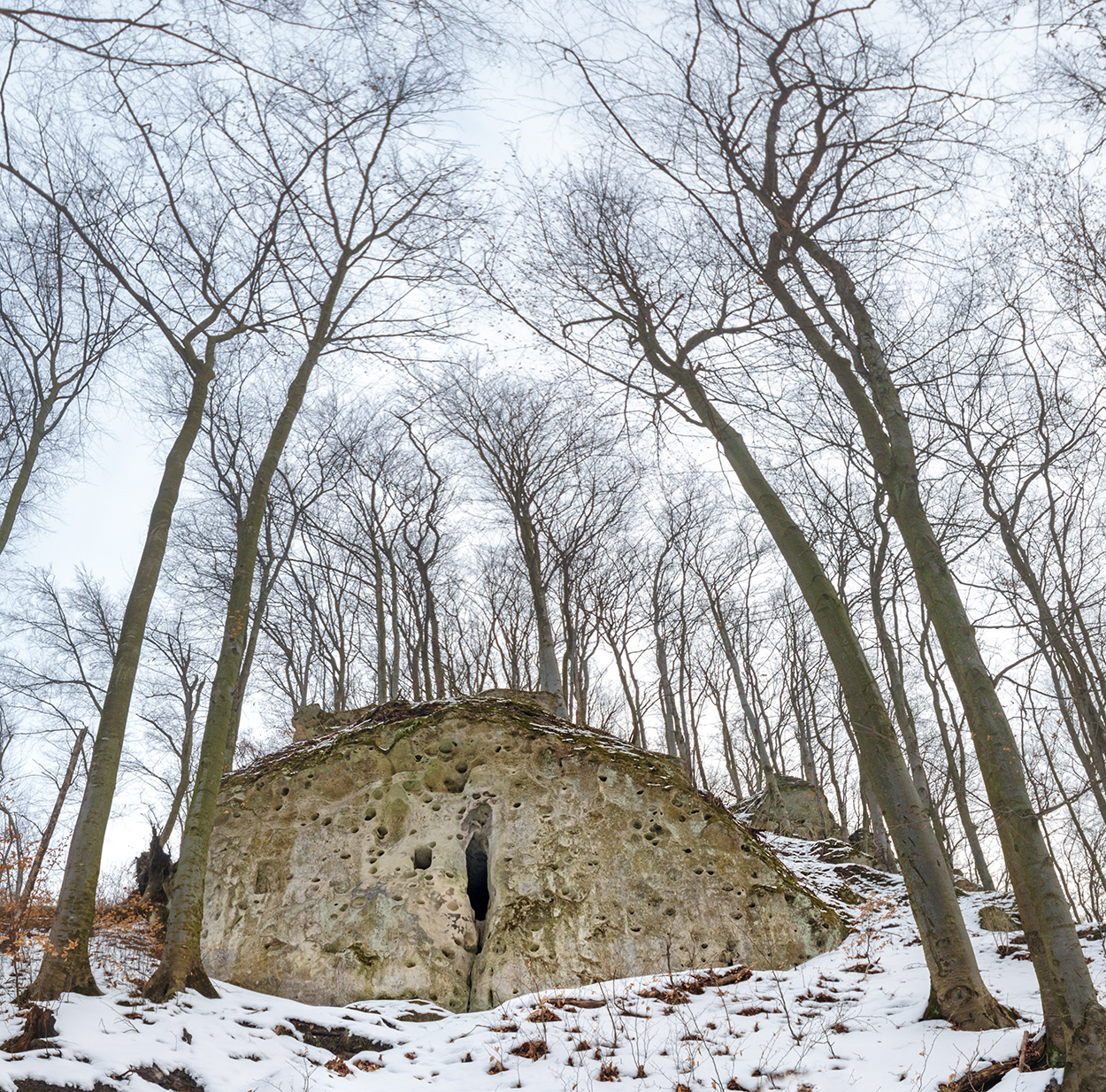
Скеля з трьома печерами біля села Ілів
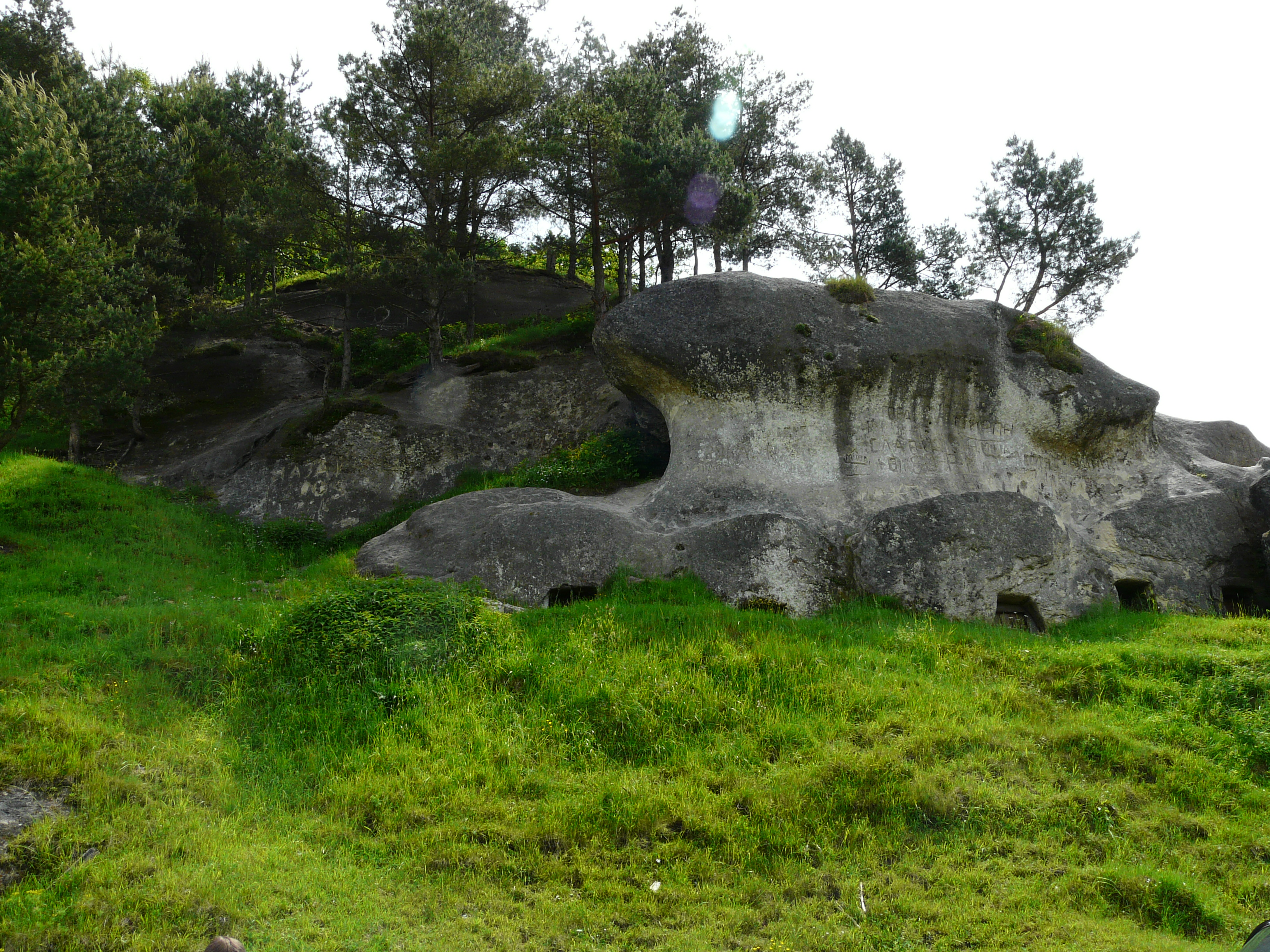
Історико-культурний комплекс поблизу Каменя Диравця
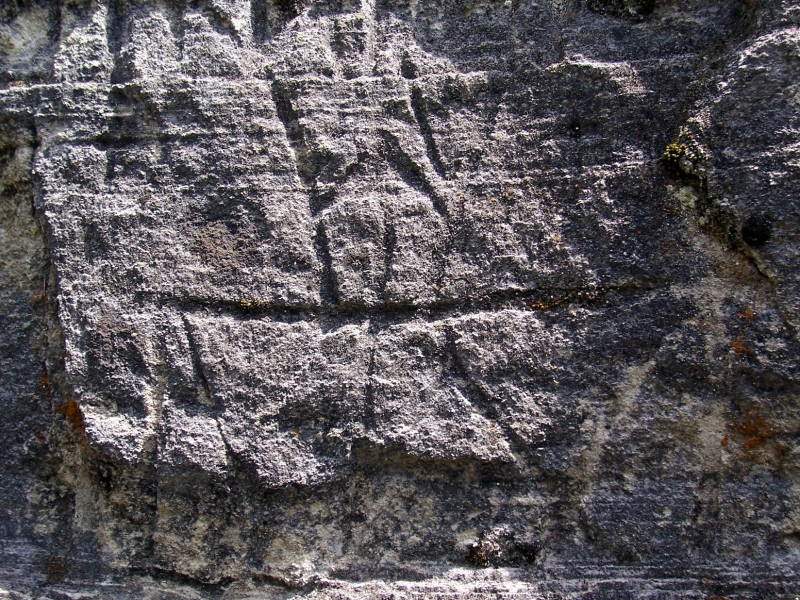
Петрогліфи біля села Діброва
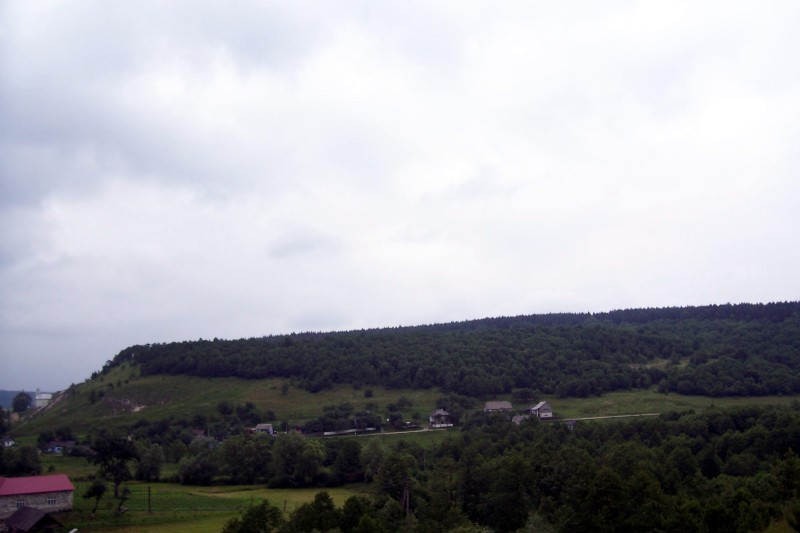
Пагорб городища Стільсько
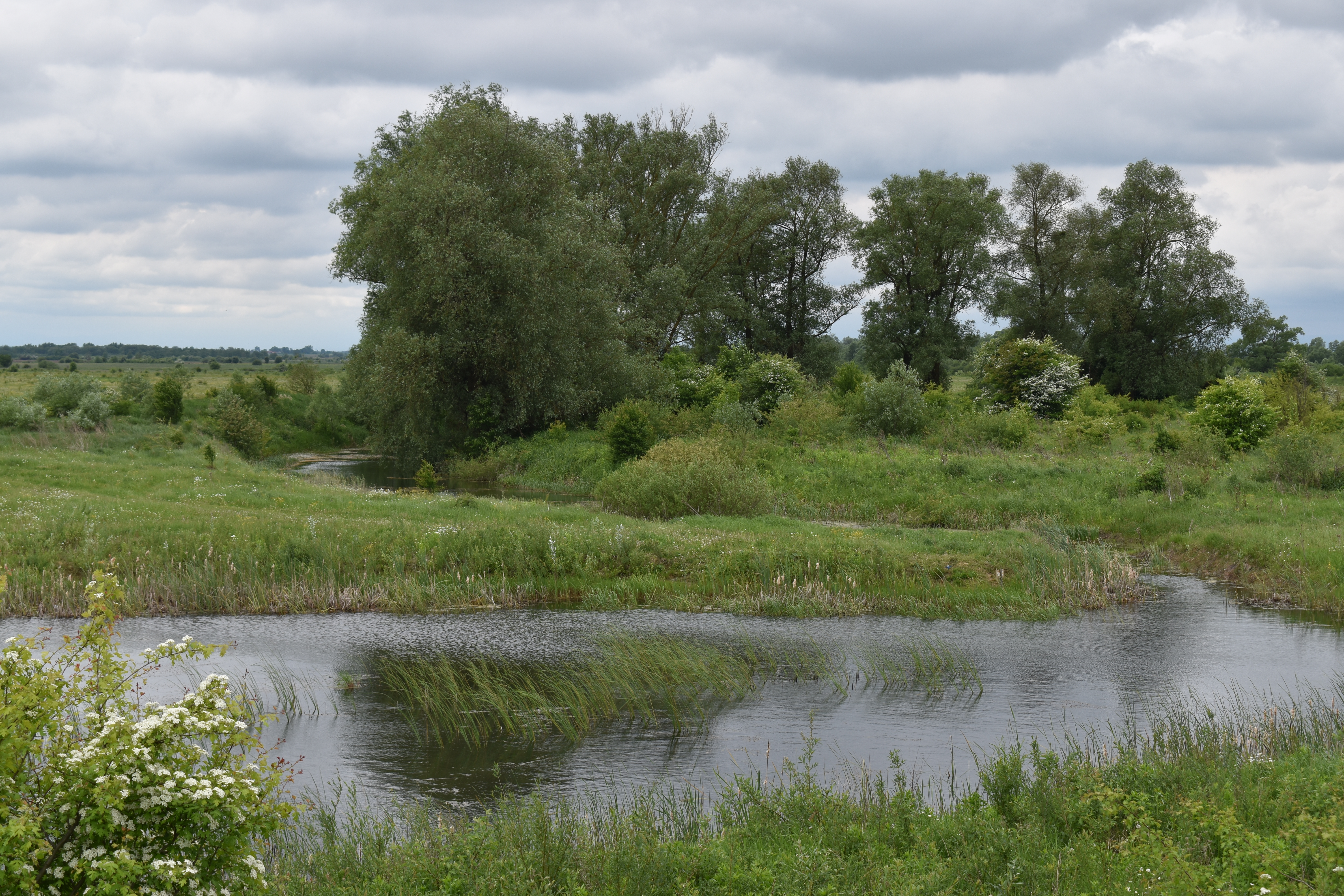
Урочище «Видний Берег»